# Flyvestation Eggebæk
Flyvestation Eggebæk (tysk: Fliegerhorst Eggebek) var en tysk flyvestation nær byen Eggebæk i Slesvig-Holsten. I tilknytning til flyvestationen byggedes Friedrich-Wilhelm-Lübke-Kaserne i Tarp for at huse soldaterne fra flyvestationen. Eggebæk ligger cirka halvvejs mellem Flensborg og Slesvig. Den sidste militære bruger var Deutsche Marines Marinefliegergeschwader 2 (MFG2), som var garnisoneret på flyvestationen fra 1964 til 2005.

## Historie
Flyvestationen blev bygget i 1938 og stod færdig i juli 1941, hvorefter Luftwaffe flyttede ind. Flyvepladsen bestod af tre 1150 meter lange start- og landingsbaner placeret i en trekant i retningerne 030/210, 070/250 og 130/310 grader. Området er i det sydlige område af, hvad der senere blev NATO-flyvestationen. Flyvepladsen fungerede under 2. verdenskrig som et knudepunkt for transporten af forsyninger til de besatte lande Danmark og Norge samt som en del af forsvaret mod fjendtlige flystyrker i Nordsøen. Flyvestationen blev også benyttet som flyvetræningscenter og fra oktober 1944 til februar 1945 var Kampfgeschwader 53 også udstationeret her med sine He 111.
Den 22. april 1945 blev flyvestationen angrebet af Royal Air Force (RAF). Eggebæk var en af det tredje riges sidste aktive flyvestationer. Ved våbenstilstanden var der blevet samlet en række forskellige enheder på flyvestationen efterhånden som deres oprindelige garnisoner blev erobret af de allierede. Blandt de forskellige enheder var blandt andet Junkers Ju 352-transportfly fra Großenbrode og resterne af Nachtjagdgeschwader 4.
RAF lukkede flyvestationen og afmilitariserede området i de første år efter krigen. Herefter blev området benyttet til landbrugsdrift.
Opførelsen af en ny flyvestation begyndte i 1959 i nærheden af den tidligere flyveplads. Første bruger efter åbningen den 11. november 1960 var det nyligt etablerede vesttyske Luftwaffe. Luftwaffe benyttede flyvestationen frem til oktober 1964 hvor RF-84F Thunderflash fra Aufklärungsgeschwaders 52 (AG52) hørte til.
Da AG52 blev flyttet til Flyvestation Læk, overtog marinens flyvevæsen "Marineflieger" flyvestationen. Eggebæk/Tarp blev garnison for Marinefliegergeschwader 2. MFG2 benyttede herefter i to årtier F/RF/TF-104G. Først i anden halvdel af 1980'erne sluttede flyvningerne med "104'erne". På dette tidspunkt var MFG2 en af de sidste enheder til at benytte denne flytype i Nordeuropa. I de følgende to årtier fløj MFG2s Tornado-fly fra Eggebæk.
Flyvestationen lukkede i 2005 da MFG2 blev nedlagt. I dag er flyvestationen omdannet til solcelleparken "Solarpark Eggebæk" og en industripark.

## Literatur
- Karl-Heinz Kühl, Peter Petersen: Der Feldflugplatz Eggebek und der Scheinflugplatz Treia, 1915–1945